# Liomys salvini
Liomys salvini е вид бозайник от семейство Торбести скокливци (Heteromyidae).

## Разпространение
Видът е разпространен в Гватемала, Коста Рика, Мексико (Оахака и Чиапас), Никарагуа, Салвадор и Хондурас.